# Szabadzóna
A szabadzóna egy szellemi irányzat, amely olyan, felfogásukban gyakran erősen különböző embereket köt össze, akik szellemi-lelki fejlődésüket kisebb vagy nagyobb mértékben a szcientológia tanaira alapozzák, de a Szcientológia Egyháztól elhatárolják magukat. Úgy tartják, hogy a dianetika és a szcientológia technikáit mindenki haszonnal alkalmazhatja.
A Szcientológia Egyház lépéseket tett a mozgalom elnyomására, többek között a szerzői jogok megsértésével vádolták őket. Emiatt a Szabadzóna hívei nem használják a Szcientológia Egyház bejegyzett márkaneveit, többek közt magát a szcientológia szót sem.
A mozgalom alapfilozófiája, hogy mindenki szabadon megpróbálhatja a saját javára fordítani L. Ron Hubbard tanításait, akár szentesíti ezt a Szcientológia Egyház, akár nem. Ez magának Hubbardnak egy idézetén alapul, melyben a vallásalapító kijelenti, hogy aki monopóliumot akar szerezni a dianetikára, az csak anyagi okokból akarhat ilyet.
A korábban legtöbbször egymásról nem is tudó, elszigetelt emberek vagy néhány főből álló csoportocskák egymásra találását a Szcientológia Egyház által sokat támadott internet tette lehetővé.

## Külső hivatkozások
- Magyar honlap
- Egy angol nyelvű honlap
- hun.vallas.szcientologia hírcsoport (Szcientológia pro és kontra)
- Magánbeszélgetés Juszt Lászlóval a szcientológiáról (videó)